# Malangutti Sar
Malangutti Sar je hora v pohoří Karákóram v Pákistánu a je vysoká 7 207 metrů nad mořem. Leží necelých 6 kilometrů severozápadně od hory Distaghil Sar.